# Проспект Ермакова (Новокузнецк)
Проспект Николая Спиридоновича Ермакова (на картах обозначается как проспект Н. С. Ермакова) — проспект в Центральном районе Новокузнецка. Проспект Ермакова является продолжением улицы Тольятти и какой либо четко выраженной на местности границы между ними нет. Условной границей является Пионерский проспект. За Пионерским проспектом улица Тольятти идет слева от проспекта Ермакова вдали от проезжей части внутри квартала.
Имеются троллейбусные остановки, недалеко железная дорога.

## История
Проспект начал застраиваться в 2001 году, когда на улице Тольятти в районе за Площадью общественных мероприятий был построен дом. По постановлению Новокузнецкого городского совета продолжение улицы Тольятти была в честь Ермакова Николая Спиридоновича — бывшего первого секретаря Кемеровского обкома КПСС. В 2003 году по проспекту Ермакова был проведен троллейбус до пересечения с улицей Павловского. Сначала энергично строилась нечетная сторона, а с 2005 года после постройки Бизнес-центра «Сити», начала застраиваться и четная сторона улицы, расположенная в сторону Томи. Между проезжей частью и нечетной стороной застройки расположен сквер им. Николая Ермакова, введенный в эксплуатацию тремя частями на дни города в 2012, 2013, 2014 годах.

## Транспорт
- Троллейбусная линия на всем протяжении Проспекта, соединяет Левый берег со старым центром, Дозом и Заводским районом. Маршруты № 5, 6, 6а.
- Автобусы также действуют на всем протяжении проспекта − № 25, 25*, 28[2].

## Известные здания
- гостиница «Парк Инн Новокузнецк» /ресторан Паулайнер
- Бизнес-Центр Сити
- ЗАГС